# Institut pour l'éducation financière du public
 (février 2025).
L’Institut pour l’éducation financière du public (IEFP) est une association d’intérêt général, créée en 2006, pour favoriser et promouvoir la culture financière des Français.
L’IEFP est né d’un constat simple : les Français qui s’estiment peu qualifiés dans le domaine des finances souhaitent en comprendre les mécanismes, en décrypter les enjeux et être capables de prendre des décisions de façon éclairée et autonome.
La création de l’IEFP fait suite à une réflexion menée par l’Autorité des marchés financiers (AMF). Celle-ci a conclu à la nécessité de créer un organisme indépendant chargé de développer une pédagogie financière en direction de tous.
Comme le souligne sa signature « La finance pour tous », l’Institut s’adresse à tous les publics : enfants, jeunes, adultes, actifs et retraités. L’information qui est proposée intègre les questions clés des finances personnelles (budget, épargne, placement, bourse…).
L'IEFP a été présidé depuis sa création, successivement par Philippe Herzog, Erik Pointillart, Georges Pauget et Christian Noyer depuis 2016. Sa déléguée générale depuis sa fondation est Pascale Micoleau-Marcel.

## Présentation
Deux organismes ont été à l’origine de la création de l’Institut Pour l’Éducation Financière du Public : l’Autorité des Marchés Financiers (AMF), l’organe de régulation des marchés financiers français, et NYSE Euronext, l’entreprise qui gère les marchés boursiers en France. L'Institut bénéficie aujourd'hui d'autres soutiens institutionnels, en particulier de la Fédération bancaire française, du ministère de l'éducation nationale, de la Banque de France, de la Caisse des dépôts et consignations. Au-delà ses membres, l’IEFP s’attache à sensibiliser les acteurs privés et publics de toute nature sur l’intérêt du développement d’une éducation financière en France.
À cet effet, l’IEFP a noué un certain nombre de partenariats avec des acteurs divers qui contribuent à son développement, relaient ses actions ou y participent. Ses principaux partenaires sont des banques, des médias, des éditeurs et des sites internet d’information.

## Objectifs
L’Institut s’est donné pour objectifs d’apporter un éclairage pédagogique sur les questions d’argent, de donner aux Français les moyens nécessaires pour prendre, en toute connaissance de cause, les décisions qui répondent le mieux à leurs besoins ; de faire en sorte que chacun puisse disposer des clés de compréhension pour : 
- mieux gérer son argent : prendre conscience de l’utilité d’un budget, savoir le construire et le gérer.
- mieux comprendre et choisir ses crédits et ses produits financiers : avoir une idée de ce qu’on cherche avant de s’adresser à son intermédiaire financier, savoir poser et se poser les questions importantes avant de faire son choix, c’est nécessaire pour un dialogue plus riche.
- se sentir plus à l’aise dans son environnement quotidien : savoir ce qu’est un taux d’intérêt, quelle est la différence entre une assurance vie et une assurance décès, ce qu’est une action ou une SICAV, comment fonctionne un crédit, sont des notions qui, outre l’utilité directe qu’elles peuvent avoir dans son univers personnel, aident à comprendre son environnement. Ce sont des acquis qu’il faut si possible développer jeune.
- mieux comprendre l'actualité économique et financière, en particulier dans un monde où les questions d'argent et de financement de l'économie sont de plus en plus prégnantes.

## Actions

### Publics cibles
L’IEFP a développé des actions en direction de quatre cibles prioritaires : 
- les jeunes : à l’école, en dehors de l’école.
- les actifs : au sein de l’entreprise et dans le cadre de la préparation de leur retraite.
- les consommateurs : comme clients des établissements financiers.
- les personnes en difficulté financière : en s'appuyant sur des associations relais.

### Un site Internet
Le site Internet, www.lafinancepourtous.com, constitue un portail sur les finances personnelles. C’est une source d’information contenant plus de 5 000 articles. Entre 70 000 et 100 000 visiteurs fréquentent le site chaque mois. Plus de 10 ans plus tard, en 2019, les visites mensuelles sont comprises entre 400 000 et 570 000 par mois et les pages vues devraient frôler le seuil des 10 millions. Le site traite de manière pédagogique des grands sujets de finances personnelles (la banque au quotidien, l’épargne et les placements, l’immobilier, l’assurance et la prévoyance, la vie familiale et la consommation, la vie professionnelle et la retraite) et d’économie (décryptages sur la crise financière, les mécanismes et les acteurs de l’économie européenne et internationale) et présente l’actualité financière (brèves d’actualité, articles et dossiers de fond, infographies, tableaux de bord).
Des outils sont mis à disposition des internautes pour leur permettre d’aborder ou d’approfondir de façon ludique et didactique des sujets de la vie quotidienne : dictionnaire, quiz, calculateurs, simulateur de budget, vidéos…
Sur chacun des sujets traités (épargne, crédit, retraite, banque, surendettement, achat immobilier, succession…), les internautes sont invités à poser leurs questions. Les experts du site y répondent rapidement et de manière précise.
La finance pour tous est actif sur les réseaux sociaux, Twitter, Facebook, Instagram et LinkedIn.

### Une activité éditoriale
Plusieurs ouvrages pédagogiques ont déjà été publiés : Vos enfants et l'argent (éditions Autrement), Les Finances personnelles pour les nuls (éditions First -épuisé), Bien gérer son argent pour les Nuls sorti fin 2012 (éditions First), Bien placer son argent pour les Nuls sorti fin 2018 (éditions First), Le Tour de la Finance en 10 étapes (Éditions Dunod), Réussir ses projets d'épargne, Entrer dans la vie active, Entrer dans la vie active/spécial fonctionnaires (éditions La finance pour tous, en vente notamment sur le site internet www.lafinancepourtous.com). Plusieurs dépliants d'informations pratiques (l'assurance vie, le PEA, le crédit à la consommation, le crédit immobilier, Internet et les produits financiers, Faire son budget, la MIF...) ont été édités et sont téléchargeables sur le site internet. Des jeux de cartes, comme Super euro ou des jeux de rôle comme Ethica complètent cette production. Un jeu de quiz sous forme d'application, "Finquiz Jeunes", est téléchargeable sur l'App Store et Google Play. Il permet de se familiariser sous forme ludique aux questions d'économie et d'argent au quotidien. Très pédagogiques également, les rubriques hebdomadaires ou bimensuelles tenues par la Finance pour tous dans des quotidiens très grand public, tels Le Parisien-Aujourd'hui en France, Ouest-France, L'Union, L'Est éclair. De même, l'IEFP fournit des contenus à certains de ses partenaires, et notamment des infographies ainsi que des vidéos pédagogiques en motion design sur des sujets très variés (l'assurance vie, les marchés financiers, les objectifs d'épargne…).

### Un partenariat privilégié avec l’Éducation nationale
L’Institut travaille de façon étroite avec le ministère de l'Éducation nationale afin de faire une place toute particulière à l’éducation financière dans le socle commun de connaissances et de compétences, au travers de l’enseignement des mathématiques, des sciences économiques et sociales, de l'économie gestion et de l'éducation civique. Après la signature d'une première convention en 2009 devenue tripartite avec la Banque de France en 2017, l'IEFP est agréé par le ministère de l'Éducation nationale depuis 2011. En outre, depuis l'année scolaire 2011-2012, des actions de terrain sont menées pour faire connaître les outils développés par l'IEFP, former les enseignants et sensibiliser les élèves. L'Académie d'Amiens a été le premier lieu de cette expérimentation, suivi par les Académies de Créteil, Paris, Versailles, Besançon… Chaque année, l'IEFP organise ses "Rencontres" avec les enseignants d'Économie Gestion et de Sciences économiques et sociales, autour d'un grand thème d'actualité. Cette manifestation s'inscrit aujourd'hui dans le Printemps de l'Économie. Il anime une conférence lors des Journées de l'Économie de Lyon, chaque année au mois de novembre.
Par ailleurs, l’Institut a créé sur son site un espace consacré à l’échange d’expériences et d’initiatives pédagogiques destiné aux enseignants et formateurs. Des ressources pédagogiques en mathématiques, en économie, en histoire et en Éducation civique ont été élaborées en partenariat avec des professeurs de l’Éducation nationale. Ils sont destinés à des élèves de la 6e à la Terminale et aux étudiants de BTS, sans compter les décryptages qui intéressent au premier chef étudiants et enseignants.
Rassemblés dans un ouvrage intitulé Mathématiques et éducation économique et financière et enrichis de commentaires pédagogiques à destination des enseignants, les modules mathématiques ont pour objectif de permettre aux élèves  d’appliquer les principes et processus mathématiques de base à la vie quotidienne, comme le recommande le socle commun de connaissances et de compétences. Un kit pédagogique à destination des écoles primaires vient compléter cet ensemble de ressources.
Le Grand Prix de La finance pour tous vise chaque année à récompenser des étudiants pour une œuvre pédagogique (vidéo, chanson, poème, texte, infographie…) réalisé sur un thème chaque année différent. Au fil des ans, d'excellentes contributions ont été ainsi suscitées sur la taxe carbone, le micro-crédit, l'économie du partage, le Big data, le Bitcoin ou l'utilité de l'argent.

### Un centre de réflexion
L'IEFP a conduit une première étude sur le comportement des jeunes (15-20 ans) vis-à-vis de l'argent. Cette enquête réalisée en 2006 a été confiée à l'institut CSA. En 2011, l'institut a réalisé, en partenariat avec l'AMF, un sondage sur la culture financière des Français, commandé au Crédoc. Très largement diffusés dans la presse, les résultats de cette étude, qui démontrent notamment des connaissances lacunaires mais une forte appétence des Français à être mieux informés, confortent l'IEFP dans ses principales missions.
D'une manière générale, l'institut est au cœur de la réflexion sur l'éducation financière et a sa place dans la régulation et la protection du consommateur ainsi que dans le système éducatif. Il inscrit désormais son action dans le cadre de la stratégie nationale d'éducation financière dont la Banque de France est l'opérateur national.

### Une action internationale
L’Institut participe aux niveaux européen et international aux débats sur le thème de l'éducation financière.
Sa déléguée générale est membre du réseau d’experts de l’OCDE sur l’éducation financière. Dans le cadre européen, l'IEFP a participé à la création d'un jeu pédagogique, "Ethica, le jeu des finances responsables" destiné plus particulièrement aux jeunes dans un cadre scolaire et aux adultes dans le cadre de la formation continue ou dans un cadre associatif.